# Myrtille Paulois
Myrtille Paulois (née en 2000) est une jument baie du stud-book Selle français, par Dollar du Mûrier et Rita la Rouge par Grand Veneur. Elle naît chez Agnès Grosz dans l'Orne, puis l'Irlandaise Lady Georgina Forbes l'achète aux ventes Fences à Fontainebleau. Elle participe aux concours jeunes chevaux sous la selle de Gilles Veron. Elle passe quatre ans en Irlande auprès de Jessica Kurten, avant d'être confiée à Roger-Yves Bost, dit « Bosty ». De 2011 à 2014, le couple enchaîne les victoires au plus haut niveau. Myrtille et Bosty décrochent la médaille d'or en individuel au championnat d'Europe de saut d'obstacles à Herning au Danemark, en août 2013. C'est la première jument Selle français à obtenir une telle consécration[réf. nécessaire]. Elle prend sa retraite sportive en octobre 2014.

## Histoire

### Premières années

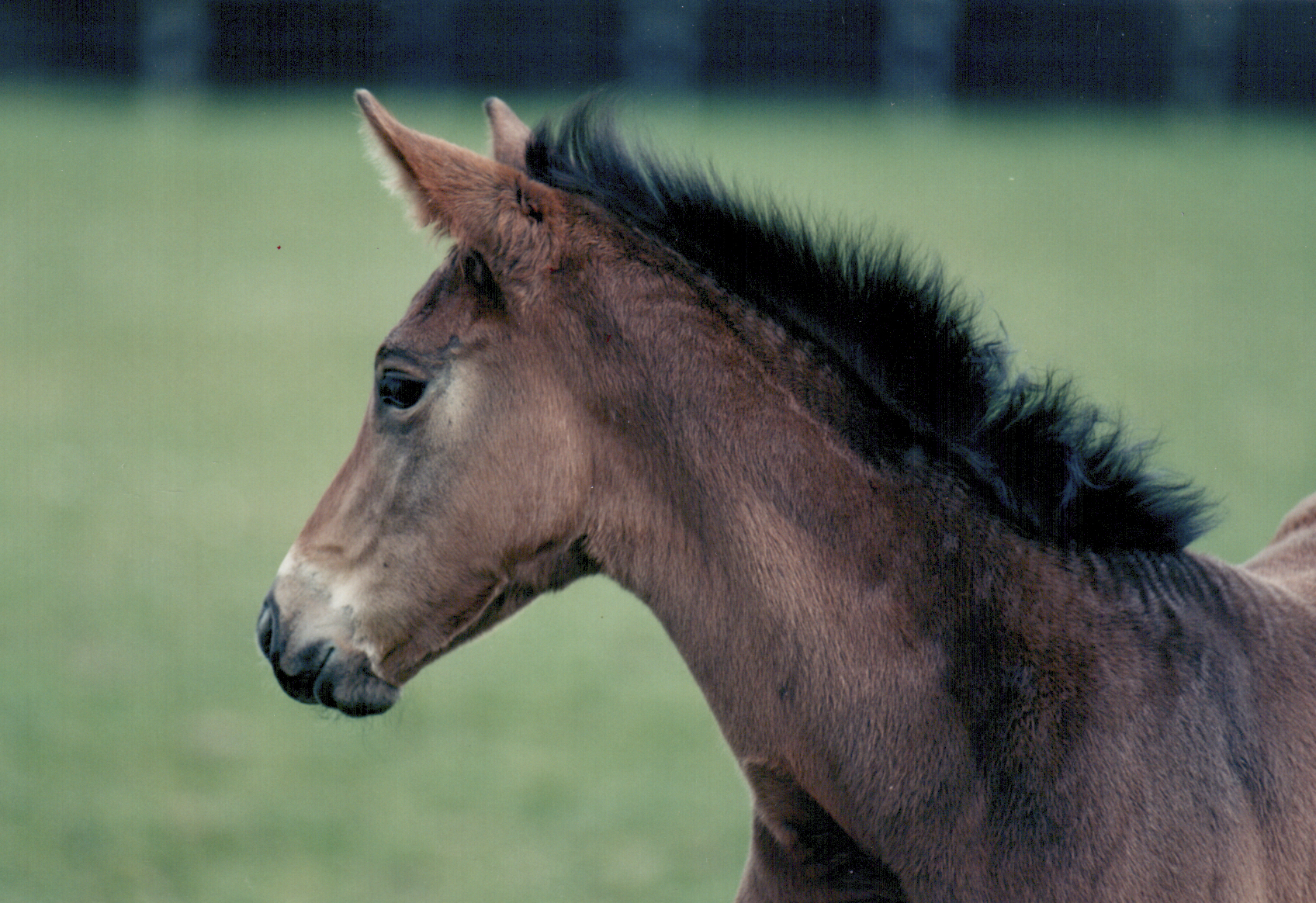
Myrtille Paulois au printemps 2000.

Myrtille Paulois naît le 20 mars 2000 à Mahéru dans l'Orne, au Haras du Paulois, où elle passe ses trois premières années. En octobre 2003, elle est achetée aux ventes Fences par Lady Georgina Forbes. La pouliche, boiteuse d’un antérieur à la suite d'une élongation d’un tendon, ne peut pas être présentée au saut en liberté comme tous les autres chevaux de la vente. Agnès Grosz décide néanmoins de la présenter « en mains » sur le ring. Lady Georgina l’achète, prenant ainsi le risque de ne pas acheter une jument de concours mais simplement une poulinière, ce qui, dit-elle « lui est égal car elle adore cette origine ».

### Débuts en compétition
La pouliche entame sa carrière de jeune cheval sous la selle de Gilles Veron, qui lui apprend doucement son métier jusqu’à l'âge de ses 6 ans inclus. Castle Forbes Myrtille Paulois rejoint les autres chevaux de l’écurie de Lady Georgina confiés à la monte de Jessica Kuerten. C’est cette dernière qui « façonne » cette petite jument.

### Rapatriement chez Roger-Yves Bost
À la suite d’un différend fiscal avec l’Allemagne à propos de ses chevaux, Lady Georgina Forbes rapatrie son écurie à Barbizon dans les box du cavalier français Roger-Yves Bost. Celui-ci décèle très vite le potentiel de Myrtille Paulois, et décide de travailler avec elle pour réaliser une entente parfaite. Ils remportent le championnat d’Europe individuel à Herning en août 2013. Depuis cette victoire, Castle Forbes Myrtille Paulois occupe la 1re place au ranking des meilleurs chevaux mondiaux au classement établi par la WBSHF,,,.

## Description
Myrtille Paulois est une petite jument baie d'1,60 m, très rapide et bondissante, mais également très « caractérielle ».

## Origines

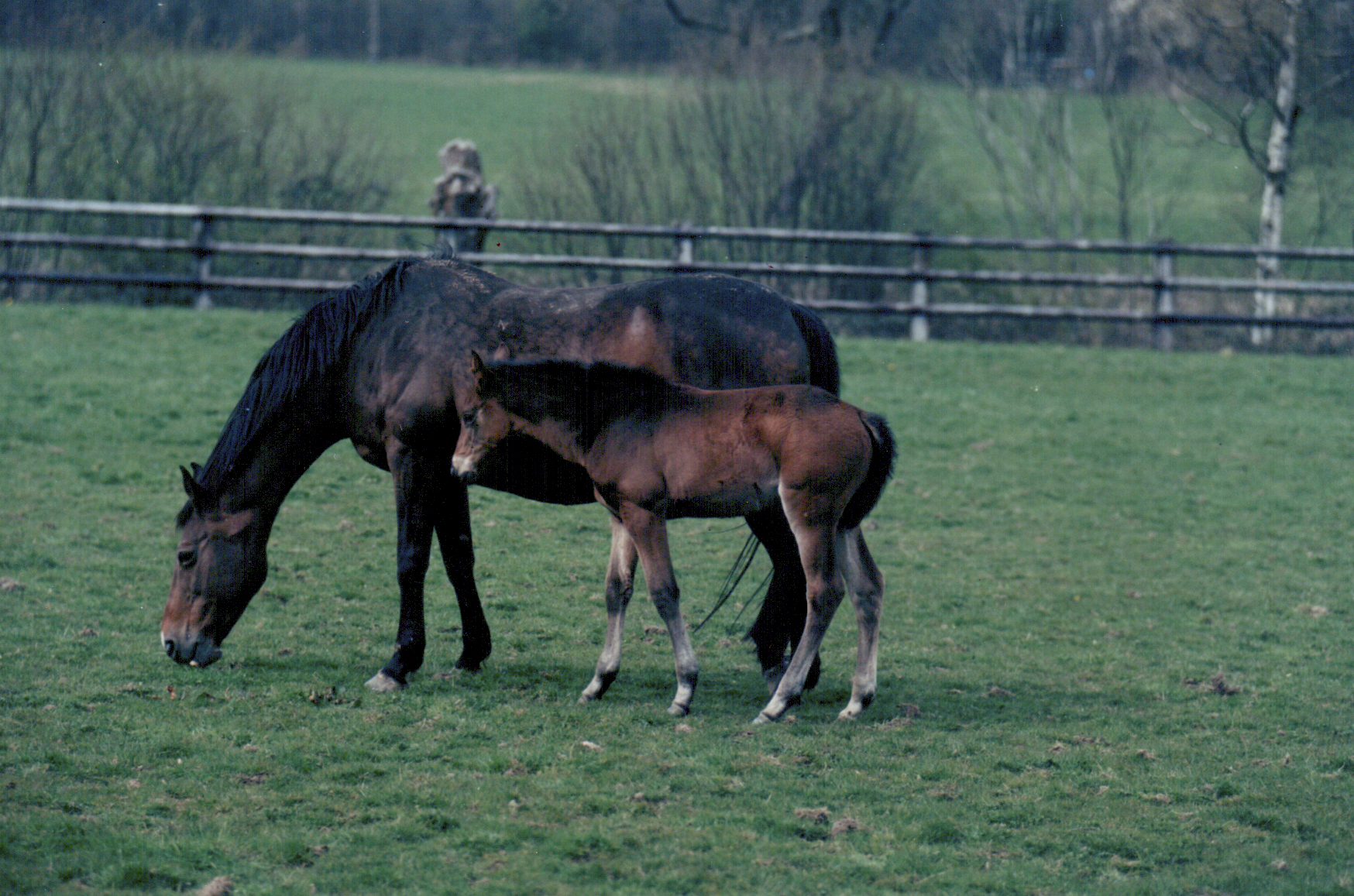
Myrtille Paulois avec sa mère Rita la Rouge

Le père de Myrtille Paulois, le champion du monde Dollar du Mûrier, obligeait parfois son cavalier Éric Navet à entrer sur les terrains en marche arrière. Sa grand-mère, la jument Ardente B (ISO 157 en 1977), faisait dire à son cavalier Xavier Leredde qu’elle « n’était pas facile tous les jours ».
Origine de Castle Forbes (affixe des chevaux de Lady Georgina) Myrtille Paulois (affixe des chevaux nés au Haras du Paulois) :

## Palmarès
Myrtille Paulois, de son nom complet : Castle Forbes Myrtille Paulois, en référence au lieu où vit sa propriétaire, est no 1 mondiale des chevaux de CSO au classement de référence WBSFH en octobre 2013.
```
Ses performances principales sont
[
9
]
 :
```

- 1ères au CSI indoor de Morsele (Belgique) en octobre 2009.
- 2èmes du Grand Prix de La Corogne (Espagne) en 2009.
- 3èmes au CSI d'Anvers (Belgique) en avril 2010.
- 1ères au CSI 5 de Mechelen (Belgique)
- 24/08/2013 : Champion d'Europe à Herning[1]
- 13/01/2013 : 2e du Grand Prix à 1,60 m du CSIO de Bâle
- 09/12/2012 : 5e du Grand Prix Coupe du Monde au CSIO de Genève
- 24/11/2012 : 5e de la finale du Global Champions Tour à Abu Dhabi
- 12/11/2012 : 3e du Grand Prix à 1,60 m du CSIO de Vienne
- 21/10/2012 : Vainqueur du Grand Prix Coupe du Monde au CSIO d’Helsinki
- 19/08/2012 : 5e du Grand Prix Longines du CSIO de Dublin
- 15/01/2012 : Vainqueur du Grand Prix à 1,60 m au CSIO de Bâle